# Sun Shuyun
Sun Shuyun (Volksrepubliek China, jaren 60) is een Chinees schrijfster en filmregisseur. Ze studeerde aan de Universiteit van Peking en won een studiebeurs waarmee ze haar studie vervolgde aan de Universiteit van Oxford.
Sun Shuyun schreef verschillende boeken en werkte mee aan verschillende producties van de BBC, waaronder als regisseur voor de vijfdelige documentaireserie A Year in Tibet waarvoor ze een jaar lang in een Tibetaans dorp bij Gyantse verbleef.